# Brittiska Kaffraria
Brittiska Kaffraria var en brittisk kronkoloni som låg där dagens Buffalo City, Amatholedistriktet, Östra Kapprovinsen, Sydafrika ligger.
Området beboddes innan européerna började kolonisera södra Afrika av folket Xhosa. Högste hövding för Xhosa när de förlorade landet var Sandile (född 13 november 1829 och död 1 juni 1878).

## Provinsen Queen Adelaide
Området mellan floderna Keiskamma River och floden Kei annekterades till Kapkolonin den 10 maj 1835 av guvernör Sir Benjamin d'Urban, som även återtog en övergiven missionärsstation och på platsen anlade den nya staden King William's Town som huvudort för den nya provinsen som han kallade Provinsen Queen Adelaide.  Annekteringen avböjdes dock av den Brittiska Regeringen bland annat eftersom man ansåg att d'Urban överträtt sitt mandat i och med annekteringen av nytt land. D'Urbans mandat var endast att vara guvernör för Kapkolonin, inte att annektera mer land. Orsaken till d'Urbans annektering var en direkt följd av det sjätte xhosakriget som hade blivit kostbart för alla parter och guvernören menade att risken för ytterligare krig skulle minska om xhosas allmänna levnadsvillkor förbättrades under brittiskt styre och hjälp. Men provinsen avstods alltså och fanns därmed endast i sju månader mellan maj och december 1835.

## Distriktet Queen Adelaides Land
Efter att den nya provinsen avträtts, blev området istället administrativt halvbrittiskt under ledning viceguvernör Sir Harry Smith med huvudorten i Grahamstown som ligger utanför, väster om distriktet. Smith försökte fullfölja d'Urbans strategi att minska risken för nya krig genom att förbättra villkoren för den svarta befolkningen och placerade bland annat brittiska magistrat vid alla xhosahövdingarnas Stora Plats, som är den plats där hövdingarnas flesta politiska och kulturella aktiviteter äger rum. Även detta ogillades av den brittiska regeringen som avsatte även Smith och sände honom till Indien.

## Brittiska Kaffraria

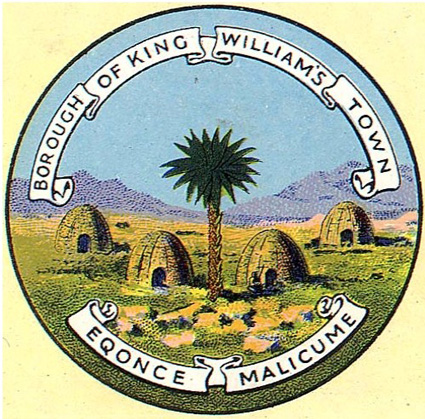

Xhosas levnadsvillkor förbättrades inte och 1846 bröt det sjunde xhosakriget ut där Xhosa gjorde strora förluster, hövding Sandile besegrades i Amatholebergen. När kriget var slut 1847 annekterade Kapkolonin området som den separata kronkolonin Brittiska Kaffraria, med King William's Town som huvudstad. Sir Harry Smith återkom från Indien och blev guvernör för Kapkolonin och styrde Brittiska Kaffaria mellan den 4 november och 17 december 1847, varefter kolonin blev självständig.  Man kom inte så långt i självständigheten att man hann skaffa egna frimärken och posten befordrades via Port Elizabeth eller landvägen via Kapstaden. År 1850 bröt det åttonde xhosakriget ut. Prins Albert besökte 1861 King William's Town och förklarade den en Kunglig Borough.

### Guvernörer
- George Henry Mackinnon, 23 december 1847 - oktober 1852

- John Mclean , oktober 1852 - 24 december 1864

- Robert Graham, 24 december 1864 - 17 april 1866. Robert Graham var son till John Graham (1778–1821) som grundade Grahamstown 1812. Robert Graham var bland annat befälhavare för Grahams rytteri 1851-1852. Han avled 1887. En samling av hans dokument, brev och kartor såldes 1999 för 1380 brittiska pund.[1]

Efter den svåra svälten bland Xhosa 1857 decimerades de så mycket att separat koloni ansågs inte längre behövas och Brittiska Kaffraria återgick till Kapkolonin 17 april 1866.  Elva år senare bröt det nionde och sista xhosakriget ut.
Området kom så småningom under apartheid att bli kärnan i hemlandet Ciskei.